# Западный (Свердловская область)
Западный — посёлок в Свердловской области, входящий в муниципальное образование город Алапаевск. Входит в состав Западного сельсовета.

## Географическое положение
Посёлок Западный муниципального образования «муниципальное образование город Алапаевск» Свердловской области расположен в 6 километрах (по автодороге в 7 километрах) к западу от административного центра — города Алапаевск, на левом берегу реки Алапаиха, левый приток реки Нейва. В окрестностях деревни, в 0,5 километрах к северу проходит Свердловская железная дорога направления Нижний Тагил — Каменск-Уральский.

## История посёлка
Посёлок был основан в 1929 году для жилья работников подсобного хозяйства Алапаевского металлургического завода. В то же время был организован овощемолочный совхоз, в дальнейшем преобразованный в птицесовхоз.

## Население
| 2002 | 2010  |
| ---- | ----- |
| 1216 | ↘1159 |